# Coupe d'Algérie de football 1963-1964
Navigation
Coupe d'Algérie
1962-1963 Coupe d'Algérie
1964-1965
La Coupe d'Algérie de football 1963-1964 voit une nouvelle fois le sacre de l'ES Sétif, qui bat le MO Constantine en finale.
C'est la 2e Coupe d'Algérie remportée par l'ES Sétif et c'est la 1re fois que le MO Constantine atteint la finale de cette compétition.
L'ES Sétif conserve de cette manière son titre acquis en 1963.

## 1ertourrégional
| Ligue de l'Ouest 1er tour régional ouest joué le 1er septembre 1963 (Les clubs engagés dans ce tour sont du 3e, 4e et 5e paliers - 20 clubs /10 matchs) |                             |     |                               |  |          |
| 1 | JSM Relizane (D3)           | 3-0 | GS Djidiouia (D5)             |  | Relizane |
| 2 | CC Oran (D3)                | 2-1 | AS Tassin (Hassi Zahana) (D5) |  | Oran     |
| 3 | SSEP Maghnia(D5)            | 2-0 | NC Bel-Abbès (D5)             |  | Maghnia  |
| 4 | ES Doui Thabet (Saida) (D?) | -   | le Télagh (D?)                |  |          |
| 5 | ...                         | -   | ...                           |  |          |
| 6 | ...                         | -   | ...                           |  |          |
| 7 | ...                         | -   | ...                           |  |          |
| 8 | ...                         | -   | ...                           |  |          |
| 9 | ...                         | -   | ...                           |  |          |
| 10 | ...                         | -   | ...                           |  |          |
| **** | ...                         | -   |                               |  |          |
| Ligue du Centre 1er tour régional Centre joue le : le 1er septembre 1963                                                                                |                             |     |                               |  |          |
| 1 | ...                         | -   | ...                           |  |          |
| 2 | ...                         | -   | ...                           |  |          |
| 3 | ...                         | -   | ...                           |  |          |
| 4 | ...                         | -   | ...                           |  |          |
| 5 | ...                         | -   | ...                           |  |          |
| 6 | ...                         | -   | ...                           |  |          |
| 7 | ...                         | -   | ...                           |  |          |
| 8 | ...                         | -   | ...                           |  |          |
| 9 | ...                         | -   | ...                           |  |          |
| 10 | ...                         | -   | ...                           |  |          |
| Ligue de l'Est 1er tour régional Est joue le : le 1er septembre 1963                                                                                    |                             |     |                               |  |          |
| 1 | ...                         | -   | ...                           |  |          |
| 2 | ...                         | -   | ...                           |  |          |
| 3 | ...                         | -   | ...                           |  |          |
| 4 | ...                         | -   | ...                           |  |          |
| 5 | ...                         | -   | ...                           |  |          |
| 6 | ...                         | -   | ...                           |  |          |
| 7 | ...                         | -   | ...                           |  |          |
| 8 | ...                         | -   | ...                           |  |          |
| 9 | ...                         | -   | ...                           |  |          |
| 10 | ...                         | -   | ...                           |  |          |

## 2etourrégional
| Ligue de l'Ouest 2e tour régional ouest joué le 15 septembre 1963.Entré en lice des clubs du 2e palier (promotion d'honneur) Le MC Oran (Division d'honneur) avait été tiré au sort pour compléter le tableau du 2e tour groupe de l'ouest. |                                  |        |                       |           |         |  |
| 1 | MC Oran (D1)                     | 1 - 0  | KS Oran(D3)           | Méguenine | Oran    |  |
| 2 | FC Oran (D3)                     | 1 - 1  | El hillal d'Oran (D4) |           | Oran    |  |
| 3 | JSM Tlemcen (D3)                 | 8 - 1  | JS Sidi Safi (D5)     |           | Tlemcen |  |
| 4 | Nadjah AC (D2)                   | 10 - 0 | ES Tlemcen (D4)       |           | Oran    |  |
| 5 | JS Béchar (D6)                   | 4 - 3  | la Marsa (D3)         |           | Béchar  |  |
| 6 | CO Senia (D2)                    | 8 - 2  | SC Sebdou (D5)        |           | Senia   |  |
| 7 | Stade Cartésien (Ben Badis) (D2) | -      | n.c                   |           |         |  |
| 8 | JS Sidi L'Houari (D2)            | -      | n.c                   |           |         |  |
| 9 | WA Mostaganem(D2)                | -      | n.c                   |           |         |  |
| 10 | JS Ain El-Turck (D2)             | -      | n.c                   |           |         |  |
| 11 | ES El Ançor                      | -      | n.c                   |           |         |  |
| 12 | SC Lourmel (D4)                  | -      | n.c                   |           |         |  |
| 13 | US Hammam Bou Hadjar (D3)        | -      | n.c                   |           |         |  |
| 14 | JSM Relizane (D3)                | -      | n.c                   |           |         |  |
| 15 | SC Mecheria (D5)                 | -      | n.c                   |           |         |  |
| 16 | SSEP Maghnia (D5)                | -      | n.c                   |           |         |  |
| 17 | FR Mascara (D2)                  | -      | n.c                   |           |         |  |
| 18 | CAM Mostaganem (D3)              | -      | n.c                   |           |         |  |
| 19 | OC Bosquet (D5)                  | -      | n.c                   |           |         |  |
| 20 | USM Oran (D2)                    | -      | n.c                   |           |         |  |
| 21 | AS Zemmora (D4)                  | -      | n.c                   |           |         |  |
| 22 | RS Noissy les bains (D5)         | -      | n.c                   |           |         |  |
| 23 | RC Sidi Ali Parmentier (D5)      | -      | n.c                   |           |         |  |
| Ligue du Centre 2e tour régional Centre joue le : le 15 septembre 1963 |                                  |        |                       |           |         |  |
| 1 | ...                              | -      | ...                   |           |         |  |
| 2 | ...                              | -      | ...                   |           |         |  |
| 3 | ...                              | -      | ...                   |           |         |  |
| 4 | ...                              | -      | ...                   |           |         |  |
| 5 | ...                              | -      | ...                   |           |         |  |
| 6 | ...                              | -      | ...                   |           |         |  |
| 7 | ...                              | -      | ...                   |           |         |  |
| 8 | ...                              | -      | ...                   |           |         |  |
| 9 | ...                              | -      | ...                   |           |         |  |
| 10 | ...                              | -      | ...                   |           |         |  |
| Ligue de l'Est 2e tour régional Est joue le : le 15 septembre 1963 |                                  |        |                       |           |         |  |
| 1 | ...                              | -      | ...                   |           |         |  |
| 2 | ...                              | -      | ...                   |           |         |  |
| 3 | ...                              | -      | ...                   |           |         |  |
| 4 | ...                              | -      | ...                   |           |         |  |
| 5 | ...                              | -      | ...                   |           |         |  |
| 6 | ...                              | -      | ...                   |           |         |  |
| 7 | ...                              | -      | ...                   |           |         |  |
| 8 | ...                              | -      | ...                   |           |         |  |
| 9 | ...                              | -      | ...                   |           |         |  |
| 10 | ...                              | -      | ...                   |           |         |  |

## 3etourrégional
| Ligue du Centre 3e tour régional Centre joue le : : le 1963. |                   |         |           |  |  |
| 1                                                            | JS Kabylie        | 1-0 a.p | ES Casbah |  |  |
| 2                                                            | JS Maison Blanche | -       | ...       |  |  |
| 3                                                            | ...               | -       | ...       |  |  |
| 4                                                            | ...               | -       | ...       |  |  |
| 5                                                            | ...               | -       | ...       |  |  |
| 6                                                            | ...               | -       | ...       |  |  |
| 7                                                            | ...               | -       | ...       |  |  |
| 8                                                            | ...               | -       | ...       |  |  |
| 9                                                            | ...               | -       | ...       |  |  |
| 10                                                           | ...               | -       | ...       |  |  |
| 11                                                           | ...               | -       | ...       |  |  |
| 12                                                           | ...               | -       | ...       |  |  |
| 13                                                           | ...               | -       | ...       |  |  |
| 14                                                           | ...               | -       | ...       |  |  |
| 15                                                           | ...               | -       | ...       |  |  |
| 16                                                           | ...               | -       | ...       |  |  |
| Ligue de l'Est 3e tour régional Est joue le : le 1963        |                   |         |           |  |  |
| 1                                                            | ...               | -       | ...       |  |  |
| 2                                                            | ...               | -       | ...       |  |  |
| 3                                                            | ...               | -       | ...       |  |  |
| 4                                                            | ...               | -       | ...       |  |  |
| 5                                                            | ...               | -       | ...       |  |  |
| 6                                                            | ...               | -       | ...       |  |  |
| 7                                                            | ...               | -       | ...       |  |  |
| 8                                                            | ...               | -       | ...       |  |  |
| 9                                                            | ...               | -       | ...       |  |  |
| 10                                                           | ...               | -       | ...       |  |  |
| 11                                                           | ...               | -       | ...       |  |  |
| 12                                                           | ...               | -       | ...       |  |  |
| 13                                                           | ...               | -       | ...       |  |  |
| 14                                                           | ...               | -       | ...       |  |  |
| 15                                                           | ...               | -       | ...       |  |  |
| 16                                                           | ...               | -       | ...       |  |  |

## Soixante-quatrièmes de finale
| Ligue du Centre (4e tour régional) joué le octobre 1963 |                                                 |                   |                                       |                                                                 | |
| 1 | USM Alger (D1)                                  | 7 - 1             | ESM Koléa (D2)                        |                                                                 | Stade de Aïn Benian (Alger) |
| 2 | ESM Alger (D2)                                  | 1 - 0             | JS Kabylie (D1)                       |                                                                 | Stade |
| 3 | MC Alger (D1)                                   | 2 - 0             | JS Bordj Menaïl (D2)                  |                                                                 | Stade St Eugéne (Bologhine), Alger |
| 4 | CR Belcourt (D1)                                | 5 - 0             | US Palestro (D?)                      |                                                                 | Stade |
| 5 | NA Hussein Dey (D1)                             | 2 - 1 (a.p)       | ES Ben Aknoun (D?)                    |                                                                 | Stade |
| 6 | USM Blida (D1)                                  | 4 - 0             | AS Police d'Alger (D?)                |                                                                 | Stade |
| 7 | RC Arba (D1)                                    | 3 - 1             | JS Birtouta (D?)                      |                                                                 | Stade |
| 8 | AS Orléansville (D1)                            | 3 - 1             | JSM Alger (D?)                        |                                                                 | Stade |
| 9 | JS El Biar (D1)                                 | 4 - 0             | SC Miliana (D?)                       |                                                                 | Stade |
| 10 | ASPTT Alger (D1)                                | 5 - 3 (a.p)       | MS Cherchell (D?)                     |                                                                 | Stade |
| 11 | WO Rouiba (D?)                                  | 5 - 1             | MS Gouraya (D?)                       |                                                                 | Stade |
| 12 | OM Saint Eugène (D1)                            | 2 - 1             | ES Maison-Carrée (D?)                 |                                                                 | Stade |
| 13 | WA Boufarik (D1)                                | 0 - 0             | JS Fort-de-l'Eau (D?)                 |                                                                 | Stade |
| 14 | SC Affreville (D2)                              | 2 - 0             | USM Maison-Carrée (D1)                |                                                                 | Stade |
| 15 | ASHC Blida (D?)                                 | 2 - 0             | OM Ruisseau (D1)                      |                                                                 | Stade |
| 16 | USH Alger (D2)                                  | 2 - 0             | USM Marengo (D1)                      |                                                                 | Stade |
| 17 | Stade Guyotville (D1)                           | 1 - 1 (a.p)       | CR El Harrach (D2)                    |                                                                 | Stade |
| 18 | JS Maison Blanche (D?)                          | 2 - 1             | CC Alger (D2)                         |                                                                 | Stade |
| 19 | JLC Douera (D?)                                 | 2 - 1             | RSH (D?)                              |                                                                 | Stade |
| 20 | GSA Hydra (D2)                                  | Excepmt           | Excepmt                               |                                                                 | Stade |
| Ligue de l'Ouest 3e tour régional joué le 17 novembre 1963 (entré en lice des clubs du premier palier, Division d'honneur ouest).                                                                                      |                                                 |                   |                                       |                                                                 | |
| 1 | MC Oran (D1)                                    | 4 - 1             | JS Béchar (D5)                        | Krimo ? Fréha 65e (75) 79e / Mouri 25e                          | Stade municipal (Oran)***l'équipe du js béchar ;abdelkamel. habib. salmi. hocine, abib, hamidou, mouri, bachir, moussa, mahmoud et titaf |
| 2 | ASM Oran (D1)                                   | 6 - 1             | Stade Cartésien (Ben Badis) (D2)      |                                                                 | Oran |
| 3 | JS Sidi L'Houari (Oran) (D2)                    | 2 - 4             | WA Mostaganem(D2)                     | match arrêté à la 72e minute                                    | Sidi L'Houari Oran |
| 4 | FC Oran (D3)                                    | 0 - 0 a.p         | CR Témouchent(D1)                     | CRT vainqueur aux corners                                       | Oran |
| 5 | JS Ain El-Turck (D2)                            | 2 - 1 (a.p)       | RC Relizane (D1)                      | Hamou 61e Kabbou 115e / Bengamra 44e (pen.)                     | Stade Municipal d'Ain Turk |
| 6 | ES El Ançor (D3)                                | 1 - 4             | ES Mostaganem (D1)                    |                                                                 | El Ançor |
| 7 | SC Lourmel (El Amria) (D4)                      | 0 - 2             | CA Planteurs (D1)                     |                                                                 | Lourmel |
| 8 | US Hammam Bou Hadjar (D3)                       | 1 - 1             | USM Bel Abbès (D1)                    | match à rejouer                                                 | Hammam Bouhadjer |
| 9 | CO Senia (D2)                                   | 4 - 5             | MC Saïda (D1)                         |                                                                 | Sénia |
| 10 | JSM Relizane (D3)                               | 1 - 3             | Perrégaux GS (D1)                     |                                                                 | Relizane |
| 11 | SC Mecheria (D5)                                | 1 - 1 corners 5-4 | GC Mascara (D1)                       | Djemai Omar 60e /... 69e                                        | Stade Municipal (Mecheria) |
| 12 | SSEP Maghnia (D5)                               | 0 - 1             | EM Oran (D1)                          |                                                                 | Maghnia |
| 13 | FR Mascara (D2)                                 | 4 - 1             | Najah AC (Oran) (D2)                  |                                                                 | Mascara |
| 14 | CAM Mostaganem (D3)                             | 4 - 3 (a.p)       | RC Oran (D1)                          | Ghanem 1re 80e Habouchi 11e Henni 114e/ Tamengo 5e Said 12e 81e | Stade de Mostagenem |
| 15 | OC Bosquet (Hadjadj) (D5)                       | 2 - 5             | USM Oran (D2)                         |                                                                 | Bosquet |
| 16 | AS Zemmora (D4)                                 | 1 - 3             | SCM Oran (D1)                         |                                                                 | Zemmora |
| 17 | CC Sig (D1)                                     | forfait           | JSM Tlemcen (D3)                      |                                                                 | Sig |
| 18 | OM Arzew (D1)                                   | ? - ?             | RS Noisy les bains (Ain Nouissy) (D5) |                                                                 | Arzew |
| 19 | RC Sidi Ali Parmentier (Sidi Ali Boussidi) (D5) | ? - ?             | WA Tlemcen (D1)                       |                                                                 | Sidi Ali Parmentier |
| 20 | JSM Tiaret(D1)                                  | -                 | Exmpt                                 |                                                                 | |
| NB : Les clubs cités en premier recevaient sur leurs propres stades La série des tirs au but n'existait pas encore et le nombre de corners départageait les deux équipes. En cas d'égalité les matchs étaient rejoués. |                                                 |                   |                                       |                                                                 | |
| Ligue de l'est (4e tour régional) joué le 24 novembre 1963 |                                                 |                   |                                       |                                                                 | |
| 1 | CS Constantine (D2)                             | -                 | CC Châteaudun de Rhumel               |                                                                 | Stade |
| 2 | USM Khenchela (D1)                              | -                 | ...                                   |                                                                 | Stade |
| 3 | CA Bordj Bou Arreridj (D2)                      | -                 | ...                                   |                                                                 | Stade |
| 4 | MO Constantine (D1)                             | -                 | ...                                   |                                                                 | Stade |
| 5 | MSP Batna (D1)                                  | -                 | ...                                   |                                                                 | Stade |
| 6 | ES Guelma (D1)                                  | -                 | ...                                   |                                                                 | Stade |
| 7 | USM Annaba (D1)                                 | -                 | ...                                   |                                                                 | Stade |
| 8 | JSM Skikda (D1)                                 | -                 | ...                                   |                                                                 | Stade |
| 9 | USEN Constantine (D2)                           | -                 | ...                                   |                                                                 | Stade |
| 10 | US Hospitaliers Constantine (D1)                | -                 | ...                                   |                                                                 | Stade |
| 11 | JS Djijel (D1)                                  | -                 | ...                                   |                                                                 | Stade |
| 12 | WJ Skikda (D2)                                  | -                 | ...                                   |                                                                 | Stade |
| 13 | ES Souk Ahras (D1)                              | -                 | ...                                   |                                                                 | Stade |
| 14 | CEF                                             | -                 | ...                                   |                                                                 | Stade |
| 15 | USM Aïn Beïda (D1)                              | -                 | ...                                   |                                                                 | Stade |
| 16 | USM Sétif (D1)                                  | -                 | ...                                   |                                                                 | Stade |
| 17 | JSLF                                            | -                 | ...                                   |                                                                 | Stade |
| 18 | CAC Constantine (D2)                            | -                 | ...                                   |                                                                 | Stade |

## Trente deuxième de finale
| Ligue du Centre (5e tour régional) joué le 30 novembre 1963           |                          |           |                             |                                                              |                            |
| 1                                                                     | USM Alger                | 4 - 0     | RC Arba                     |                                                              | Stade d'El Anasser (Alger) |
| 2                                                                     | MC Alger                 | 2 - 0     | USH Alger                   |                                                              | Stade Ferhani, Alger       |
| 3                                                                     | CR Belcourt              | 2 - 0     | Stade Guyotville            |                                                              | Stade Bologhine, Alger     |
| 4                                                                     | GSA Hydra                | 4 - 1     | ASPTT Alger                 |                                                              | Stade El Biar, Alger       |
| 5                                                                     | WO Rouiba                | 2 - 1     | OM Saint Eugène             |                                                              | Stade Mohamadia, Alger     |
| 6                                                                     | WA Boufarik              | 2 - 2     | ASHC Blida                  |                                                              | Stade de Blida             |
| 7                                                                     | USM Blida                | 0 - 0     | SKAF Khemis Miliana         |                                                              | Stade d'El Affroun         |
| 8                                                                     | NA Hussein Dey           | 3 - 0     | JLC Douera                  |                                                              | Stade de Kouba, Alger      |
| 9                                                                     | JS El Biar               | 2 - 0     | ESM Alger                   |                                                              | Stade Zioui, Alger         |
| 10                                                                    | AS Orléansville          | 4 - 2     | JS Maison Blanche           |                                                              | Stade de Khemis Miliana    |
| Ligue de l'Ouest (Lofa Oran) 4e tour régional joué le 7 décembre 1963 |                          |           |                             |                                                              |                            |
| 1                                                                     | MC Oran (D1)             | 1 - 0 a.p | WA Mostaganem (D2)          | Meguennine 98e                                               | Stade                      |
| 2                                                                     | MC Saïda (D1)            | 2 - 0     | CR Témouchent (D1)          |                                                              | Stade de Saîda             |
| 3                                                                     | ASM Oran (D1)            | 3 - 1 a.p | OM Arzew (D1)               | Moussa 88e Noureddine 101e Larbi 114e / Kadder 85e           | Stade                      |
| 4                                                                     | JSM Tiaret (D1)          | 2 - 1     | SC Mecheria (D5)            |                                                              | Stade                      |
| 5                                                                     | ES Mostaganem (D1)       | 4 - 1     | Perrégaux GS (D1)           | Belgraa 11e 42e Zerouel 40e Benameur 55e (pen.) / Amamra 86e | Stade                      |
| 6                                                                     | CAM Mostaganem (D3)      | 2 - 0     | USM Oran (D2)               | Ayachi 15e Ghanem 30e                                        | Stade                      |
| 7                                                                     | FR Mascara (D2)          | 2 - 1     | WA Tlemcen (D1)             | Abadou 10e Sahraoui 30e / Belkhoudja 15e                     | Stade                      |
| 8                                                                     | SCM Oran (D1)            | 2 - 0 (*) | USM Bel-Abbès (D1)          | Bouhizeb 6e 20e                                              | Stade                      |
| 9                                                                     | CA Planteurs (Oran) (D1) | 1 - 2     | JS Ain El-Turck (D2)        | Saddouki 49e / Djillali 23e 35e                              | Stade d'Oran               |
| 10                                                                    | CC Sig (D1)              | 1 - 2     | EM Oran (D1)                | Touiza ? / Belaid ? Benaissa ?                               | Stade Municipal (Sig)      |
| Ligue de l'est (5e tour régional)                                     |                          |           |                             |                                                              |                            |
| 1                                                                     | USM Sétif                | 3 - 2     | ES Guelma                   |                                                              | Stade                      |
| 2                                                                     | USM Khenchela            | 1 - 0     | HAMR Annaba                 |                                                              | Stade                      |
| 3                                                                     | CA Bordj Bou Arreridj    | 2 - 1     | CAC Constantine             |                                                              | Stade                      |
| 4                                                                     | MO Constantine           | 2 - 0     | JSLF                        |                                                              | Stade                      |
| 5                                                                     | MSP Batna                | 2 - 1     | CS Constantine              |                                                              | Stade                      |
| 6                                                                     | USM Ain Beida            | 4 - 3     | CEF                         |                                                              | Stade                      |
| 7                                                                     | ES Souk Ahras            | 2 - 1     | WJ Skikda                   |                                                              | Stade                      |
| 8                                                                     | JS Djijel                | 2 - 1     | US Hospitaliers Constantine |                                                              | Stade                      |
| 9                                                                     | USEN Constantine         | 2 - 0     | JSM Skikda                  |                                                              | Stade                      |

(*) Match arrêté à la 60e minute, l'USM Bel-Abbès abandonne la rencontre à la suite du pénalty sifflé en faveur du SCM Oran.

## Seizième de finale
Les matchs des seizièmes de finale se sont joués le 26 décembre 1963
| #                                                                   | Club 1 | Résultat            | Club 2               | Buteurs                                        | Date et Stade                                     |
| ------------------------------------------------------------------- | --- | ------------------- | -------------------- | ---------------------------------------------- | ------------------------------------------------- |
| Ligue du Centre (6e tour régional) WO Rouiba et USM Blida (Vaincus) | |                     |                      |                                                |                                                   |
| 1                                                                   | USM Alger | 2 - 1               | AS Orléansville      |                                                | Stade de Saint-Eugène (Alger)                     |
| 2                                                                   | MC Alger | 2 - 1               | WA Boufarik          |                                                | Stade d'El Anasser, Alger                         |
| 3                                                                   | NA Hussein Dey | 2 - 1 a.p           | CR Belcourt          | ... ? , Abdelkader (2é but / Hacène Lalmas 1er | Stade d'El Anasser, Alger                         |
| 4                                                                   | JS El Biar | 3 - 1               | USM Blida            |                                                | Stade                                             |
| 5                                                                   | GSA Hydra | 2 - 1               | WO Rouiba            |                                                | Stade                                             |
| Ligue de l'Est (6e tour régional)                                   | |                     |                      |                                                |                                                   |
| 1                                                                   | USM Sétif | 1 - 0               | ES Souk Ahras        |                                                | Stade                                             |
| 2                                                                   | USM Khenchela | 1 - 0               | JS Djidjel           |                                                | Stade                                             |
| 3                                                                   | MSP Batna | 1 - 1               | USEN Constantine     |                                                | Stade                                             |
| 4                                                                   | MO Constantine | 1 - 0               | USM Ain Beida        |                                                | Stade                                             |
| 5                                                                   | CA Bordj Bou Arreridj | /                   | /                    |                                                | Stade                                             |
|                                                                     | nb : La ligue de l'Est du pays applique la règle de la qualification au tour suivant de l'équipe qui score la première en cas d'égalité de buts. À l'époque chaque ligue avait son propre règlement intérieur et la FAF n'avait pas pensé à unifier les lois. |                     |                      |                                                |                                                   |
| Ligue de l'Ouest (5e tour régional) joué le 22 décembre 1963        | |                     |                      |                                                |                                                   |
| 1                                                                   | MC Oran (D1) | 1 - 1 (*)           | ES Mostaganem (D1)   | Freha 45e / Maouche 45e                        | Stade Municipal Oran                              |
| *                                                                   | MC Oran (D1) | 1 - 0               | ES Mostaganem (D1)   | Hamida 40e                                     | Stade Municipal Oran (Rejoué le 1er janvier 1964) |
| 2                                                                   | SCM Oran (D1) | 5 - 1               | FR Mascara (D2)      | Sayah 11e 15e 18e.../Diab 75e                  | à Oran                                            |
| 3                                                                   | MC Saïda (D1) | 2 - 1               | CAM Mostaganem (D3)  |                                                | Stade de Tiaret                                   |
| 4                                                                   | JSM Tiaret (D1) | 1 - 1 corners (4-3) | ASM Oran (D1)        | Tahar 10e / Larbi 50e                          | Stade Monréal (Bouakeul), Oran                    |
| 5                                                                   | EM Oran (D1) | 2 - 1               | JS Ain El-Turck (D2) | .../... 76e                                    | Stade Monréal (Bouakeul), Oran                    |

(*) Les prolongations du match MCO/ESM n'ont pas été joués à cause d'un terrain impraticable (intempéries). Rejoué le 01/01/1964 au même stade.
- L'ES Sétif tenant du titre est exempt des tours régionaux et commence la compétition à partir des huitièmes de finale.

## Huitièmes de finale (1ertour national)
Source
NB: En cas de match nul et après prolongations, l'équipe ayant obtenu le plus grand nombre de corners durant la partie est qualifiée.
| 11 janvier 1964 | SCM Oran (D1) | 1 - 1 a.p (aux corners 7-2) | USM Khenchela (D1) | | |
|                 | Bouhizeb 50e  | (0 - 1)                     | 5e (pen.) Dadi     | Stade Montréal l, Oran Spectateurs : nombreuse Arbitrage : ..(../ Niati (Ligue d'Alger) est mort à la suite d'une crise cardiaque | Stade Montréal l, Oran Spectateurs : nombreuse Arbitrage : ..(../ Niati (Ligue d'Alger) est mort à la suite d'une crise cardiaque |
|                 | [ 6 ]         |                             |                    | Stade Montréal l, Oran Spectateurs : nombreuse Arbitrage : ..(../ Niati (Ligue d'Alger) est mort à la suite d'une crise cardiaque | Stade Montréal l, Oran Spectateurs : nombreuse Arbitrage : ..(../ Niati (Ligue d'Alger) est mort à la suite d'une crise cardiaque |

| 12 janvier 1964 | JS El Biar (D1)               | 2 - 0   | (D1) USM Sétif |                           |                           |
|                 | Kassoul 60e · Bendamardji 87e | (0 - 0) |                | Stade d'El Anasser, Alger | Stade d'El Anasser, Alger |

| 12 janvier 1964 | GSA Hydra (D2) | 0 - 1 | (D2) CA Bordj Bou Arreridj |         |
|                 |                |       |                            | à Alger |

| 12 janvier 1964 | USM Alger (D1)   | 2 - 0   | (D1) EM Oran |                           |                           |
|                 | Bernaoui 32e 50e | (1 - 0) |              | Stade d'El Anasser, Alger | Stade d'El Anasser, Alger |
|                 | [ 7 ]            |         |              | Stade d'El Anasser, Alger | Stade d'El Anasser, Alger |

| 12 janvier 1964 | MOConstantine (D1) | 4 - 1   | MC Saïda (D1)                     |                                           |                                           |
|                 | Kerroum 68e        | (0 - 1) | 21e 55e 64e Zefzef · 63e Soufiane | Stade Ben Abdelmalek Ramdane, Constantine | Stade Ben Abdelmalek Ramdane, Constantine |
|                 | [ 8 ]              |         |                                   | Stade Ben Abdelmalek Ramdane, Constantine | Stade Ben Abdelmalek Ramdane, Constantine |

| 12 janvier 1964           | MC Oran (D1)  | 1 - 2 a. p. | (D1) MC Alger            |                                               |                                               |
| Historique des rencontres | Meguenine 84e | (0 - 1)     | 16e Bouras · 114e Aouedj | Stade municipal, Oran Spectateurs : nombreuse | Stade municipal, Oran Spectateurs : nombreuse |
| Historique des rencontres | [ 9 ]         |             |                          | Stade municipal, Oran Spectateurs : nombreuse | Stade municipal, Oran Spectateurs : nombreuse |

| 12 janvier 1964 | MSP Batna (D1) | 1 - 1 a.p (aux corners 4 - 3) | (D1) JSM Tiaret |        |        |
|                 | Blidi 33e      | (1 - 1)                       | 26e Souidi      | Annaba | Annaba |
|                 | [ 8 ]          |                               |                 | Annaba | Annaba |

| 12 janvier 1964 | ES Sétif (D1) | 1 - 0   | (D1) NA Hussein Dey |                                  |                                  |
|                 | Benkari 26e   | (1 - 0) |                     | Stade Benabdelmalek, Constantine | Stade Benabdelmalek, Constantine |

## Quarts de finale[10]
| 22 février 1964 | CA Bordj Bou Arreridj (2) | 0 - 2                                  | (1) USM Alger |                                  |                                  |
|                 |                           | (0 - 1 (match arrêté a la 70e minute)) |               | Stade Benabdelmalek, Constantine | Stade Benabdelmalek, Constantine |

| 23 février 1964 | MO Constantine (1) | 7 - 1   | (1) JS El Biar |                                  |                                  |
|                 |                    | (3 - 0) |                | Stade Benabdelmalek, Constantine | Stade Benabdelmalek, Constantine |

| 23 février 1964 | MC Alger (1)          | 2 - 0   | (1) MSP Batna |                           |                           |
|                 | Atbi 70e · Aouadj 73e | (0 - 0) |               | Stade d'El Anasser, Alger | Stade d'El Anasser, Alger |

| Entraîneur :        |
| M. Bouhizeb Kaddour |

| Entraîneur : |
| ....         |

| Entraîneur :        |
| M. Bouhizeb Kaddour |

| Entraîneur : |
| ....         |

## Demi-finales
| 29 mars 1964 | USM Alger (1)           | 2 - 3   | (1) ES Sétif                                    | | |
|              | Krimo 56e · Meziani 59e | (0 - 0) | 50e Messaoudi II · 75e Khemicha · 79e Mattem II | Stade d'El Anasser, Alger Spectateurs : 18,000 spectateurs Arbitrage : Benzellar (L/Oran) assisté par MM. Ghanem et Mokhtari | Stade d'El Anasser, Alger Spectateurs : 18,000 spectateurs Arbitrage : Benzellar (L/Oran) assisté par MM. Ghanem et Mokhtari |
|              | Source                  |         |                                                 | Stade d'El Anasser, Alger Spectateurs : 18,000 spectateurs Arbitrage : Benzellar (L/Oran) assisté par MM. Ghanem et Mokhtari | Stade d'El Anasser, Alger Spectateurs : 18,000 spectateurs Arbitrage : Benzellar (L/Oran) assisté par MM. Ghanem et Mokhtari |

| 29 mars 1964 | MO Constantine (1)                             | 4 - 1   | (1) MC Alger |                                                                                          |                                                                                          |
|              | Abdenouri II 5e · Sofiane 15e 85e · Zefzef 50e | (2 - 0) | 80e Aouadj   | Stade Benabdelmalek, Constantine Spectateurs : 7,000 spectateurs Arbitrage : M. Chireaux | Stade Benabdelmalek, Constantine Spectateurs : 7,000 spectateurs Arbitrage : M. Chireaux |
|              | Source                                         |         |              | Stade Benabdelmalek, Constantine Spectateurs : 7,000 spectateurs Arbitrage : M. Chireaux | Stade Benabdelmalek, Constantine Spectateurs : 7,000 spectateurs Arbitrage : M. Chireaux |

## Finale
| 17 mai 1964 | ES Sétif        | 2 - 1   | MO Constantine | Stade d'El Anasser, Alger                              |                                                        |
| 16 h 00     | Benkari 17e 46e | (1 - 1) | 42e Boudemagh  | Spectateurs : 15,000 Arbitrage : M. Abdelaziz Chekaïmi | Spectateurs : 15,000 Arbitrage : M. Abdelaziz Chekaïmi |

| Gardien de but |  | Ferchichi      |
|                |  | Boulekhoul II  |
|                |  | Messaoudi II   |
|                |  | Bourouba       |
|                |  | Guedjali       |
|                |  | Boulekfoul III |
|                |  | Mattem II      |
|                |  | Neggache       |
|                |  | Khemiche       |
|                |  | Mattem I       |
|                |  | Benkari        |
| Entraîneur :   |  |                |
|                |  | Benmahmoud     |

| Gardien de but |  | Benbatouche     |
|                |  | Bouridah        |
|                |  | Benbakir        |
|                |  | Benabderrahmane |
|                |  | Embarek         |
|                |  | Abdenouri I     |
|                |  | Boudemegh       |
|                |  | Zefzaf          |
|                |  | Sofiane         |
|                |  | Abdenouri II    |
|                |  | Boufelfel       |
| Entraîneur :   |  |                 |
|                |  | Rouag           |